# Convento e Igreja de Nossa Senhora do Carmo (São Luís)
O Convento e a Igreja de Nossa Senhora do Carmo localizam-se na Praça João Lisboa, em São Luís e pertencem à Ordem dos Capuchinhos. A Igreja do Carmo, integrada ao convento é um dos templos católicos mais importantes e tradicionais da cidade. O conjunto localiza-se numa área tombada pelo IPHAN desde 1955.

## História
Em 1624, chegaram a São Luís três frades da Ordem do Carmo, acompanhados do frei Cristóvão de Lisboa, que receberam uma doação de terras do governador Alexandre de Moura. O primeiro convento foi edificado num local chamado sítio de Monsieur de Pinau, posteriormente conhecido como "Carmo Velho", onde hoje se localiza a Igreja de Nossa Senhora do Rosário, na Rua do Egito. Pouco mais tarde, em 1627, foi construído o convento atual, onde havia uma capela dedicada a Santa Bárbara. Seu primeiro prelado teria sido frei Cristóvão de Lisboa ou frei André da Natividade. Durante a invasão holandesa (1640-1644), a igreja do Carmo foi alvo de depredações pelos invasores, que inclusive danificaram suas torres e paredões. Serviu também como quartel militar para os portugueses. Durante o conflito, os religiosos mantiveram seus trabalhos de catequese de brancos e indígenas, animando-os e estimulando-os a ofender os invasores, disponibilizando o convento como abrigo para a população pobre e permitindo o abate de seu gado na região do Itaqui para alimentar a população da cidade.
Após a expulsão dos holandeses, o convento abrigou diversos órgãos, incluindo o Corpo de Artilharia e o Corpo de Polícia. Lá funcionaram as aulas régias do ensino primário e secundário, a primeira biblioteca pública do Maranhão e a primeira sede do Liceu Maranhense, inaugurado no governo de Vicente Tomás Pires de Figueiredo Camargo. Em 27 de outubro de 1814, o convento obteve autorização para sediar aulas de ciências humanas e morais e teologia aos religiosos da ordem, além de aulas gratuitas de latim e retórica aos jovens. As aulas duraram até muito depois do período da independência.
O convento foi palco de importantes acontecimentos políticos, sendo o local onde José do Patrocínio se pronunciou para a população maranhense ao ser deportado para a Amazônia pelo empastelamento de um jornal. Ali, no contexto da adesão do Maranhão à República, a comitiva do Conde D'Eu, em campanha para que a Princesa Isabel sucedesse D. Pedro II, foi vaiada por estudantes do Liceu que gritavam "Morra a monarquia e viva a República!" (o Conde d'Eu esteve em São Luís em duas ocasiões, em junho e julho de 1889). Das janelas do convento, que era a sede do Liceu, os estudantes vaiavam presidentes da província e outras autoridades civis e militares quase diariamente, sendo frequentemente expulsos pela polícia. Com a Proclamação da República, as igrejas foram progressivamente abandonadas, o que levou à saída dos carmelitas e à aquisição do convento e da igreja do Carmo pelos capuchinhos em 1894. Os frades então continuaram a tradição de serviços religiosos e obras sociais da igreja.

## Características

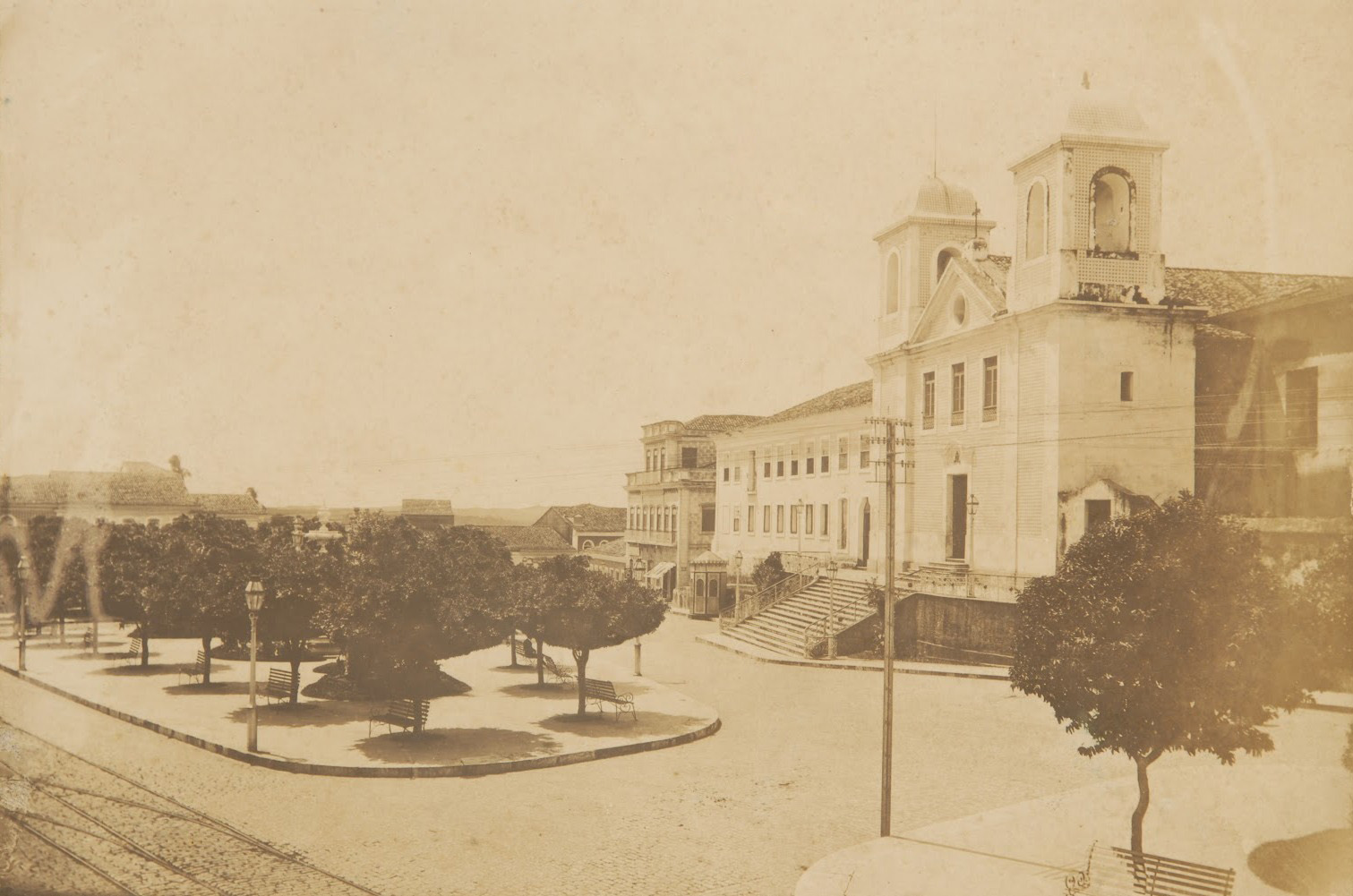
Largo do Carmo em fotografia de Gaudêncio Cunha de 1908. Pode-se notar que a escadaria frontal ainda existia e que o convento tinha três janelas a mais em cada pavimento

A igreja tem estilo predominantemente barroco, com fachada simétrica. Possui duas torres laterais de linhas simples encimadas por cruzes de ferro, e entre elas, um frontão triangular clássico, também encimado por uma cruz. No centro da fachada, há três janelas com balcão de ferro e abaixo destas, a entrada principal da igreja.
É provável que seus únicos elementos primitivos sejam a porta principal e a fachada, modificada pelo revestimento de azulejos recebido em 1866. O conjunto foi reformado em 1943, quando a escadaria frontal da igreja (visível na foto ao lado) foi substituída por um adro com duas escadas laterais e parte do lado direito do convento foi demolida, reduzindo seu número de janelas. O convento atualmente conta com dois pavimentos e no andar superior, sete janelas voltadas para o largo do Carmo. Com as reformas durante o século XX, o conjunto sofreu descaracterizações e ganhou novos espaços, como um anexo ao fundo do convento e outro à esquerda da igreja. Seu altar-mór, inclusive, não é original.